# Jardín botánico de Zaragoza

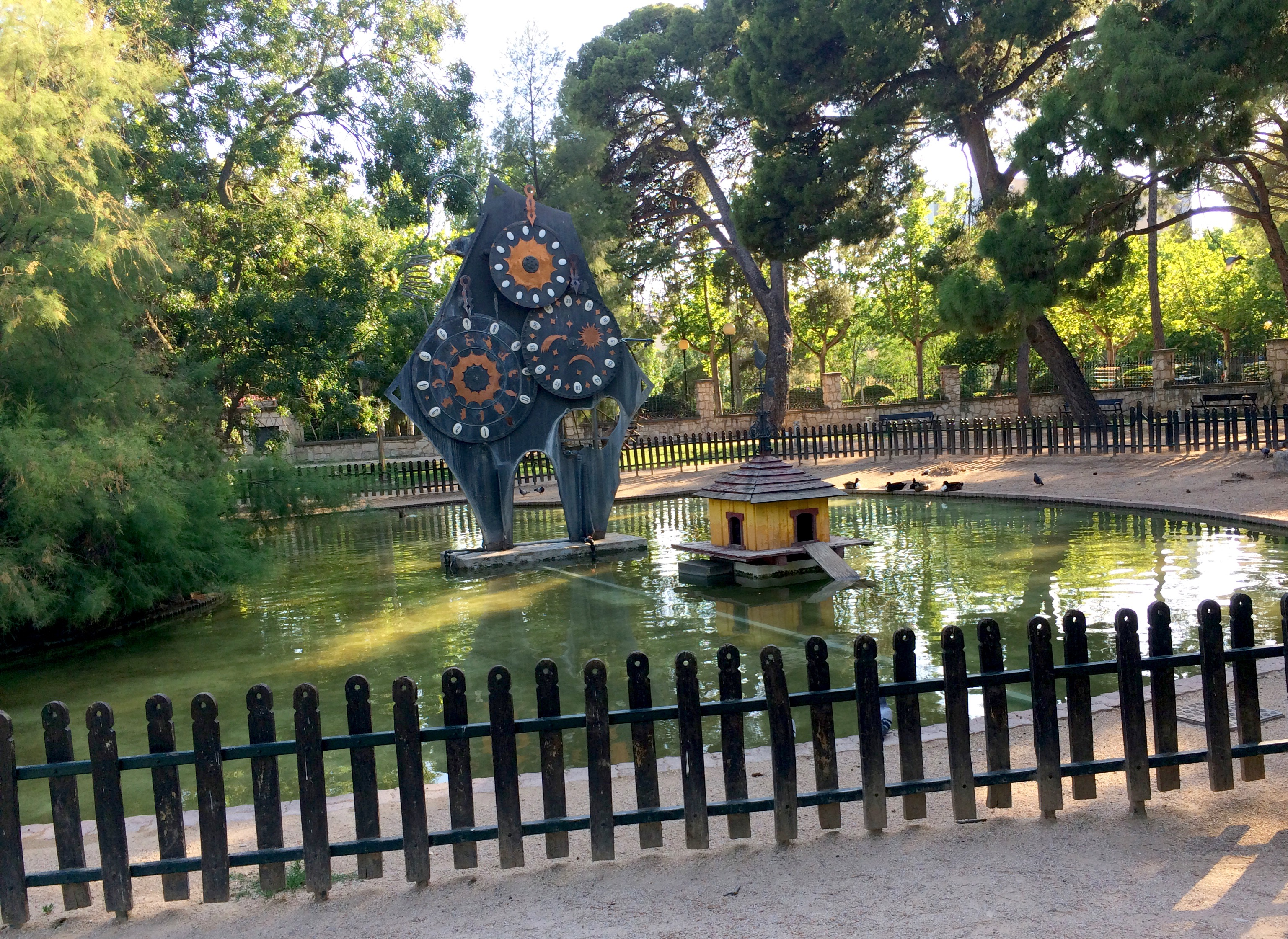
Estanque con clepsidra

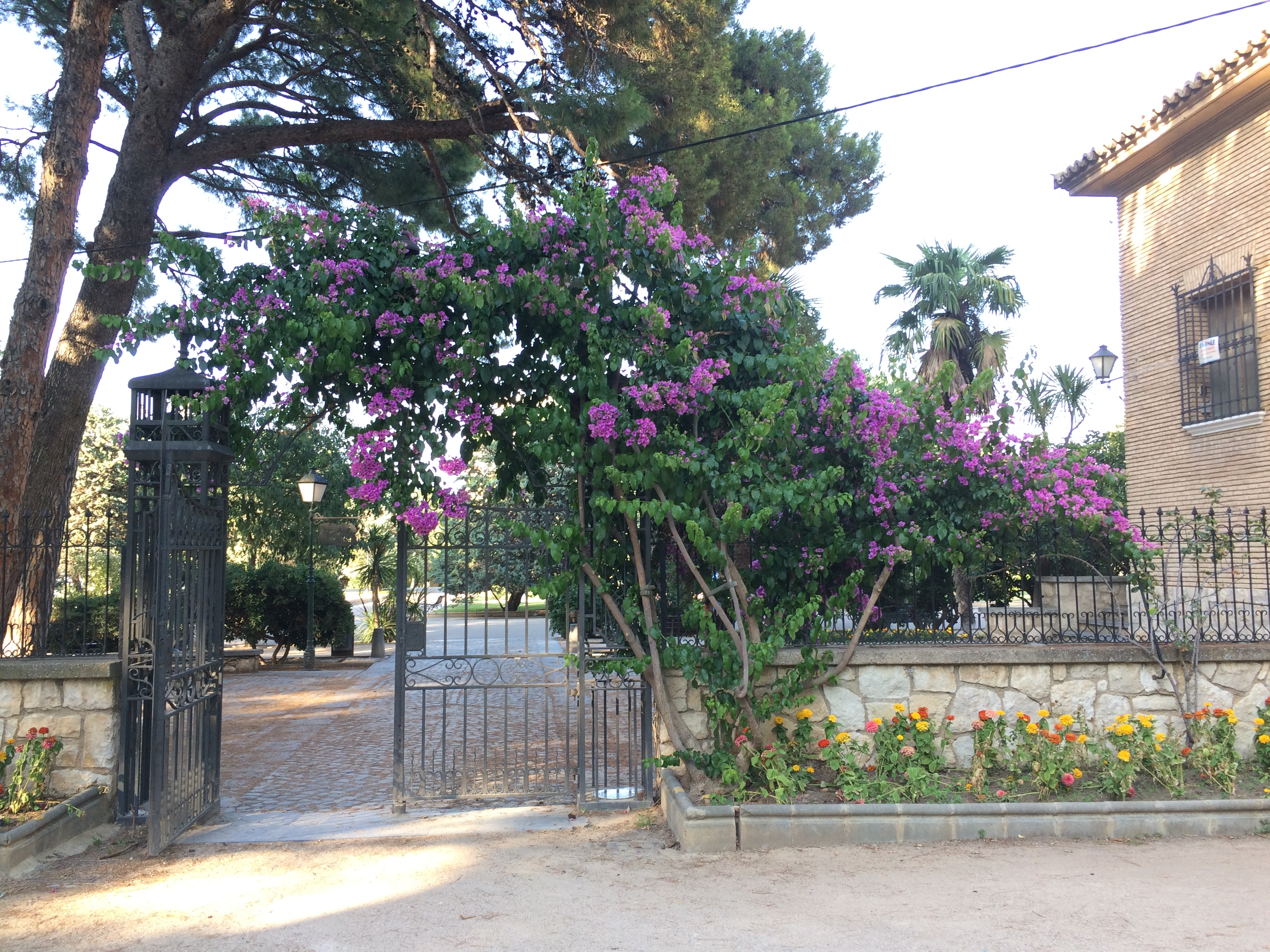
Puerta de entrada

El jardín botánico de Zaragoza o también denominado jardín botánico Javier Winthuysen, es un jardín botánico que se encuentra dentro del Parque Grande José Antonio Labordeta de la ciudad de Zaragoza, capital de la comunidad autónoma de Aragón, España.

## Historia
Sus inicios se remontan a 1796, gracias al impulso de la Real Sociedad Económica Aragonesa de Amigos del País, por los hombres de la Ilustración, ya en el siglo XVIII, cuando Pedro Gregorio Echeandía y Jiménez farmacéutico afincado en Zaragoza que además era alcalde examinador del Real Colegio de Boticarios de Zaragoza, ex visitador de las boticas del reino de Aragón, socio correspondiente de los Jardines Botánicos de Madrid y Montpellier, socio de mérito de la R.S.E.A.A.P. y de la Económica de Sevilla, emprendió las siembras y plantaciones oportunas para la formación del Jardín Botánico, con materiales vegetales tanto aragoneses como procedentes de Valencia, Sevilla, Madrid, Barcelona, París y América.
Bajo la dirección de Florencio Ballarín Causada, naturalista y médico, se rehabilitó el Jardín Botánico, destruido entre 1808 y 1809 durante la Guerra de la Independencia. 
A principios del siglo XX el principal objetivo del jardín botánico era el de efectuar pruebas de aclimatación de las especies que se pretendían lucir en calles y plazas de la ciudad. En 1924, llegó a la ciudad el pintor y paisajista Javier Winthuysen, joven entusiasta de los parques y jardines de España y estudioso de las novedades internacionales en la materia, produciendo un remodelamiento del Jardín Botánico y zonas del parque Grande.
Actualmente después de un remozamiento del jardín botánico, este lleva el nombre del pintor y paisajista que dio las primeras ideas del diseño del parque en su conjunto: Javier Winthuysen. 
Para la Expo del 2008 que tuvo lugar en Zaragoza con el lema de "Agua y Desarrollo Sostenible", se acrecentaron sus funciones educativas y de exhibición (filtro verde para la depuración; jardín botánico con representación de la flora de la Tierra, ordenada en función de su relación con el agua) añadiéndose a su zona expositiva la huerta y viveros del jardín botánico.

## Colecciones
Aunque en el jardín botánico se encuentran plantas de todo el mundo, está especializado en plantas de la comunidad de Aragón.
- Ofrece la oportunidad de conocer diferentes especies vegetales, forestales, coníferas y arbustivas propias de la región aragonesa y también de otras zonas geográficas. En la entrada destaca un estanque con una gran clepsidra o reloj de agua, realizado en los talleres de Parques y Jardines.
- Los Viveros Municipales, están situados también en el mismo parque y en ellos se ofrece información acerca del proceso de producción de plantas, preparación de semilleros, mezclas de tierras, abonos o injertos.

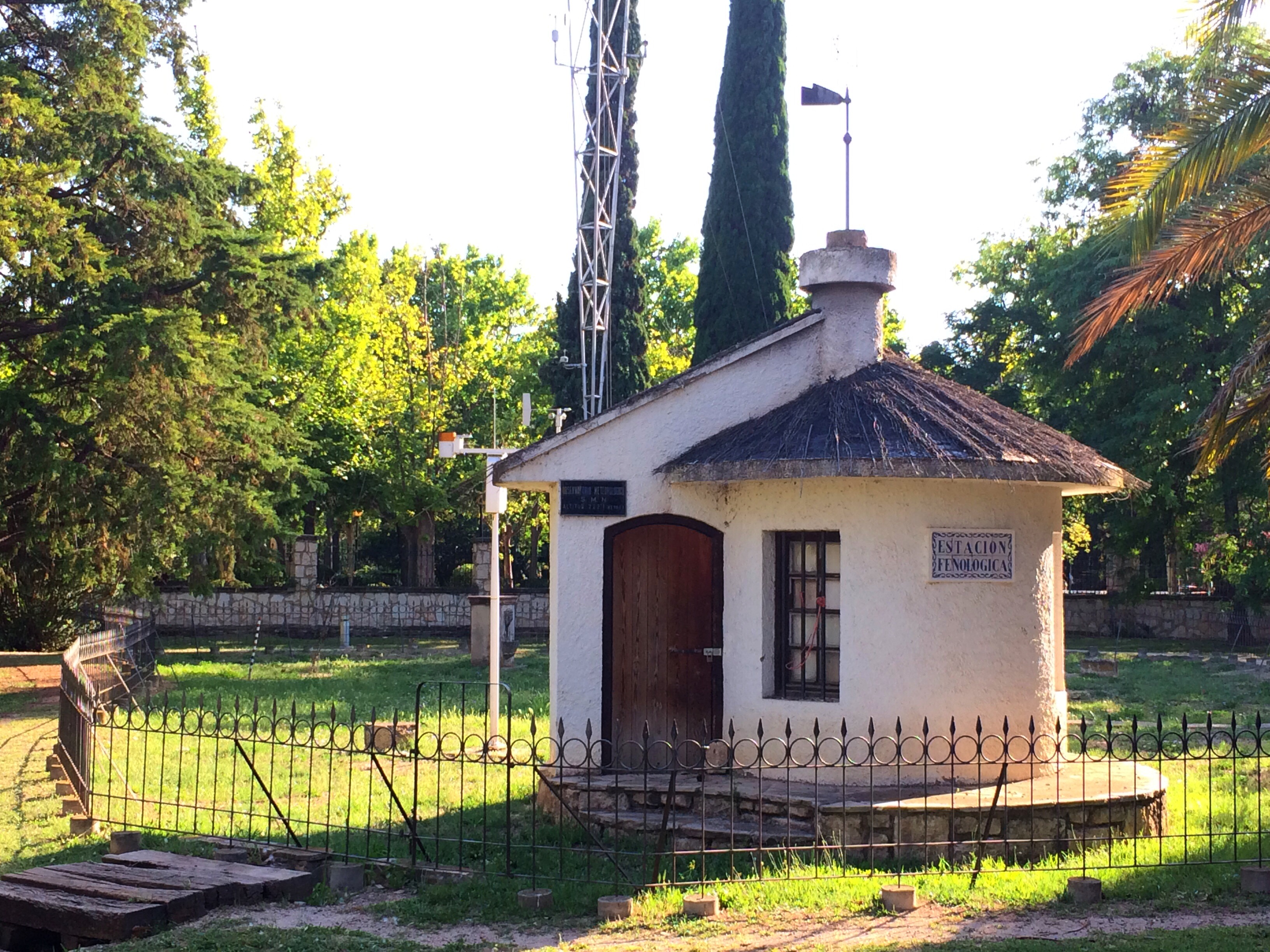
Estación fenológica
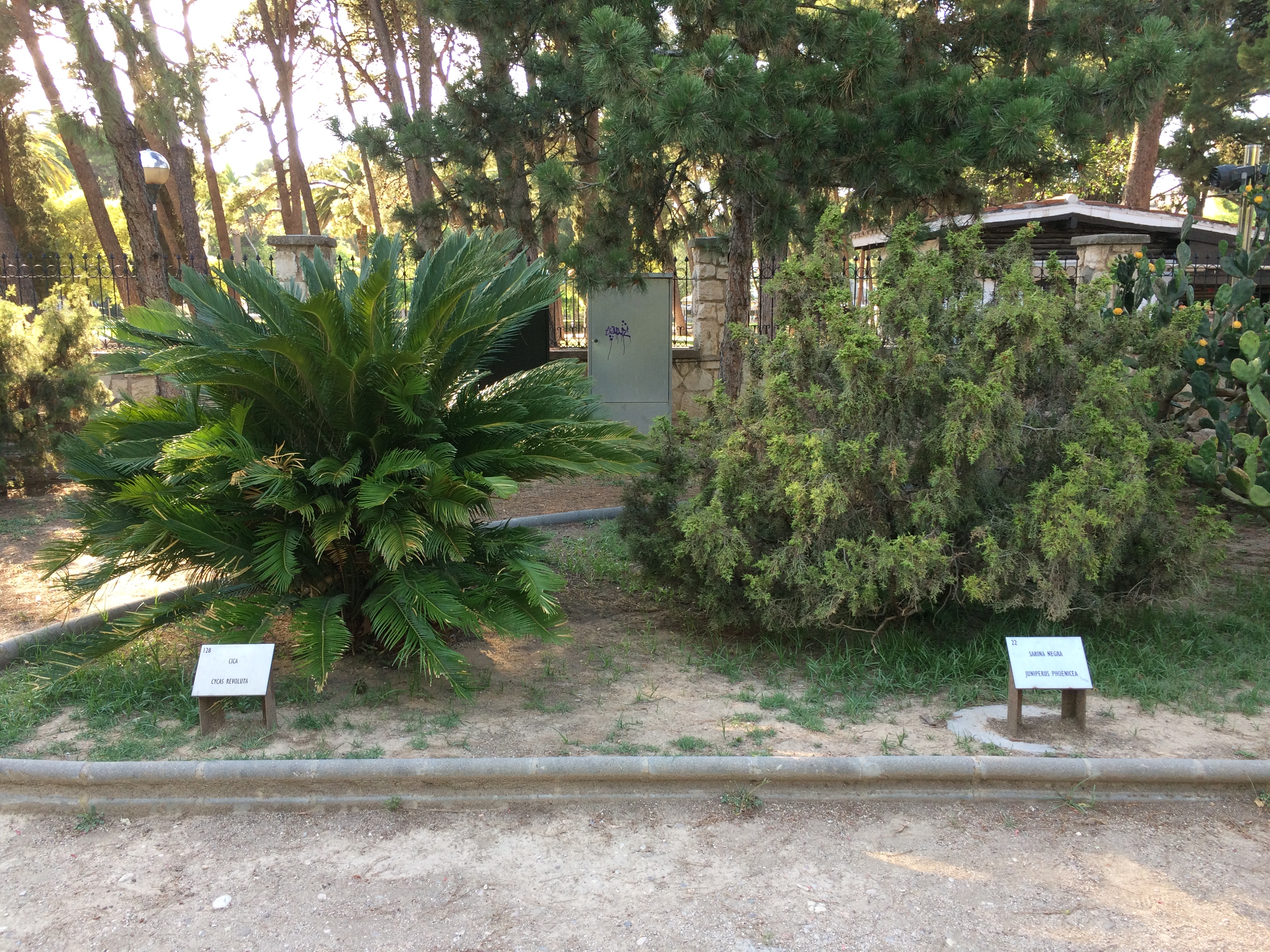
Cica y sabina negra
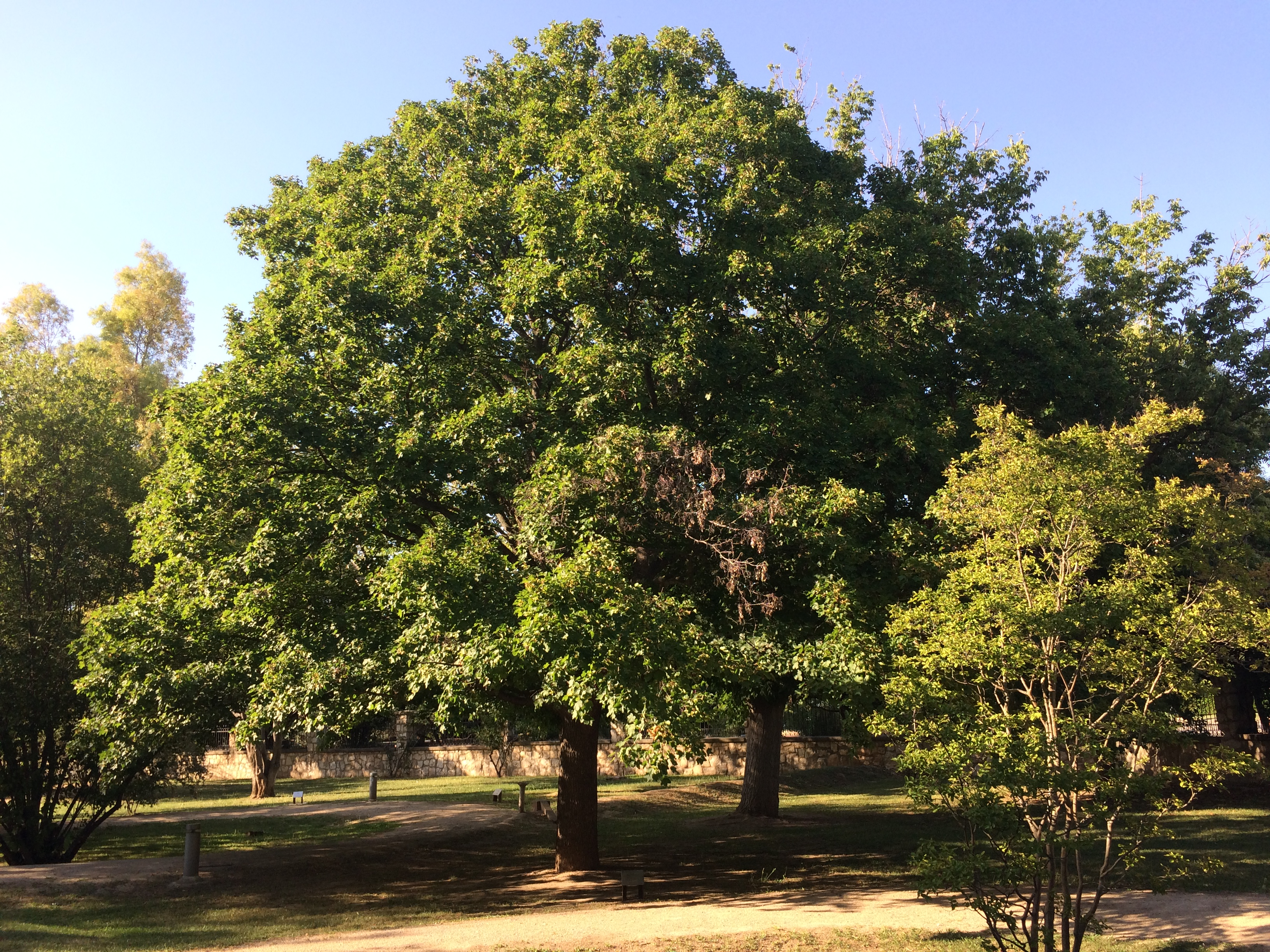
Arce campestre
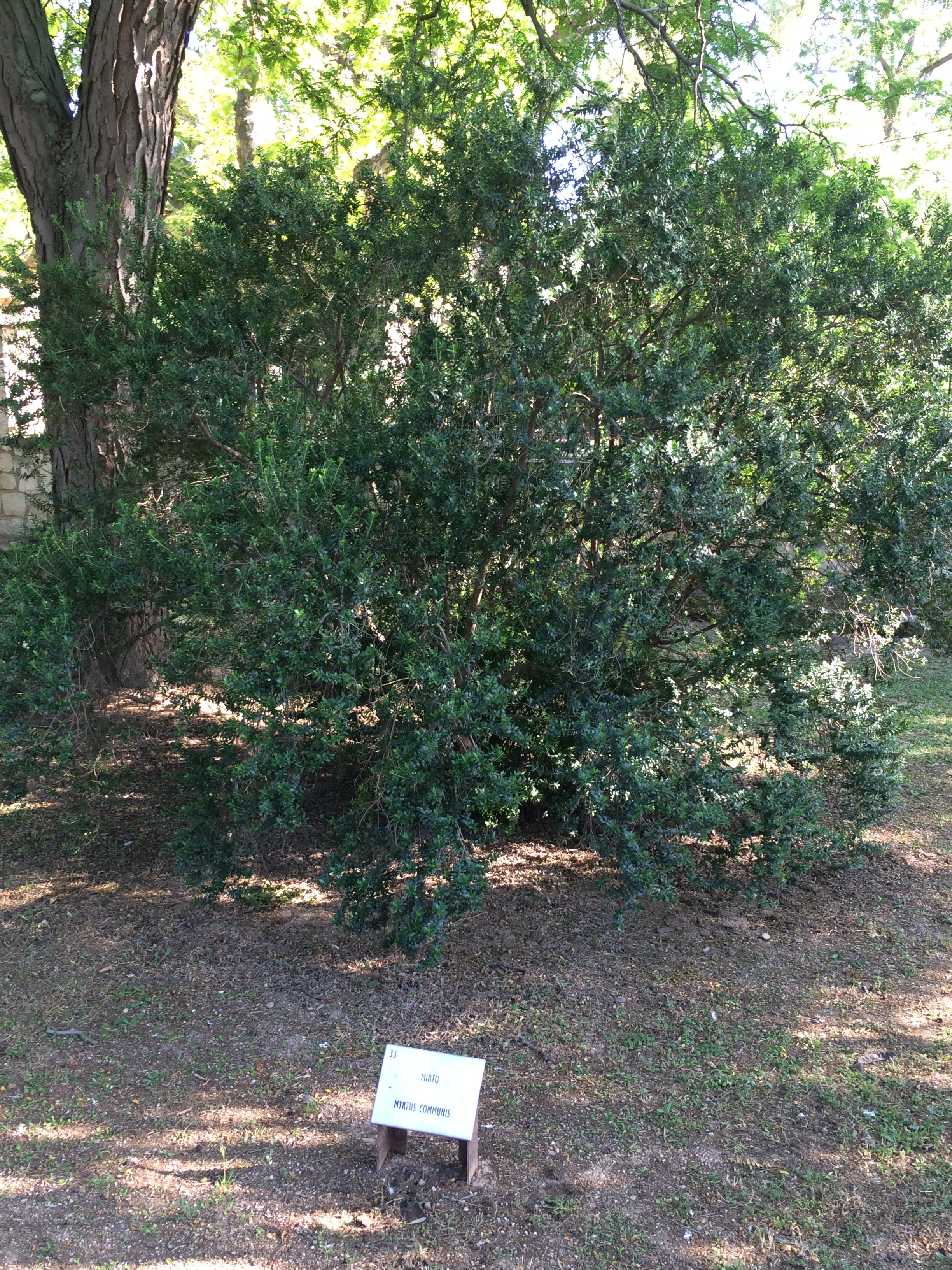
Mirto
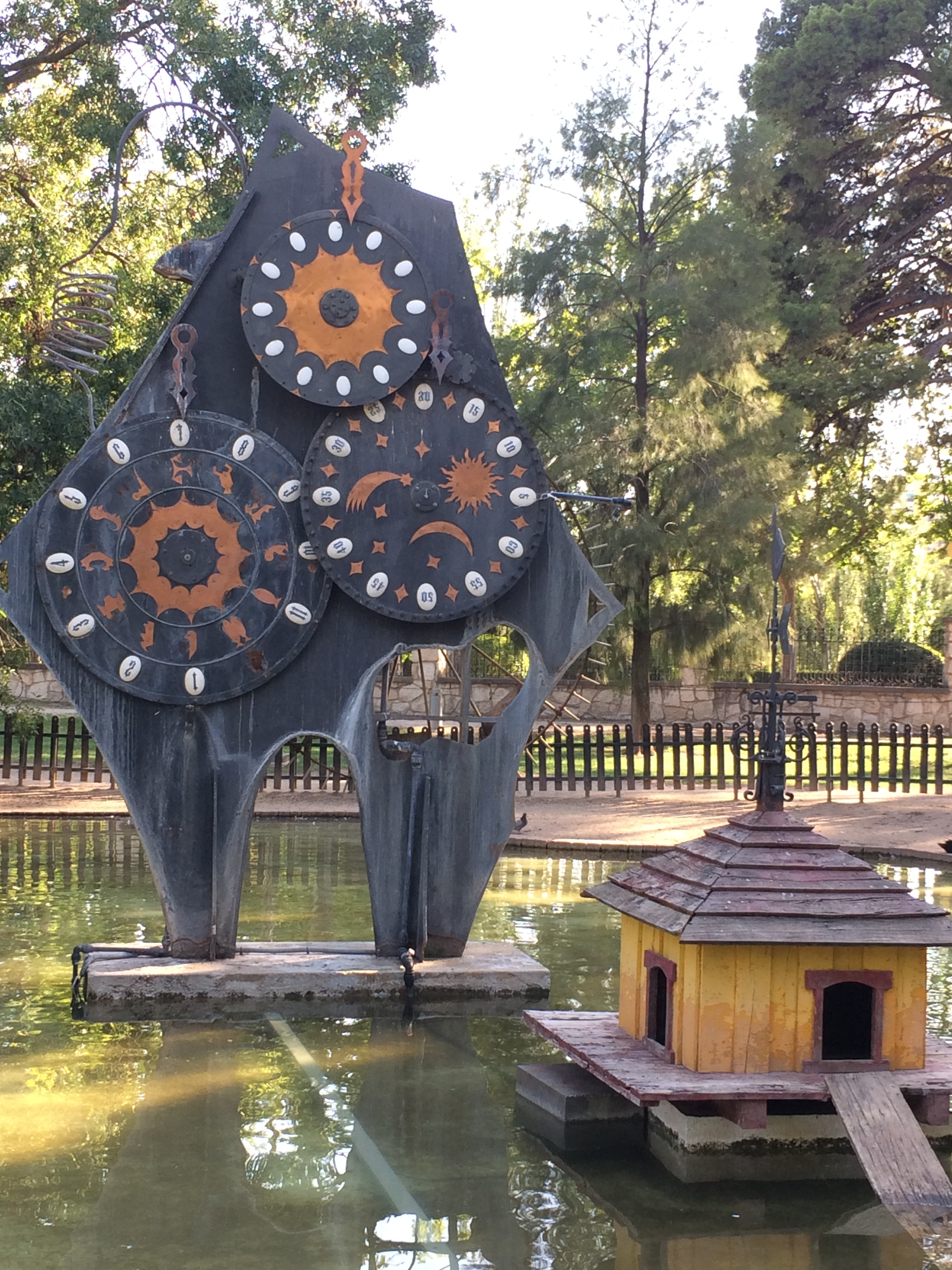
Clepsidra
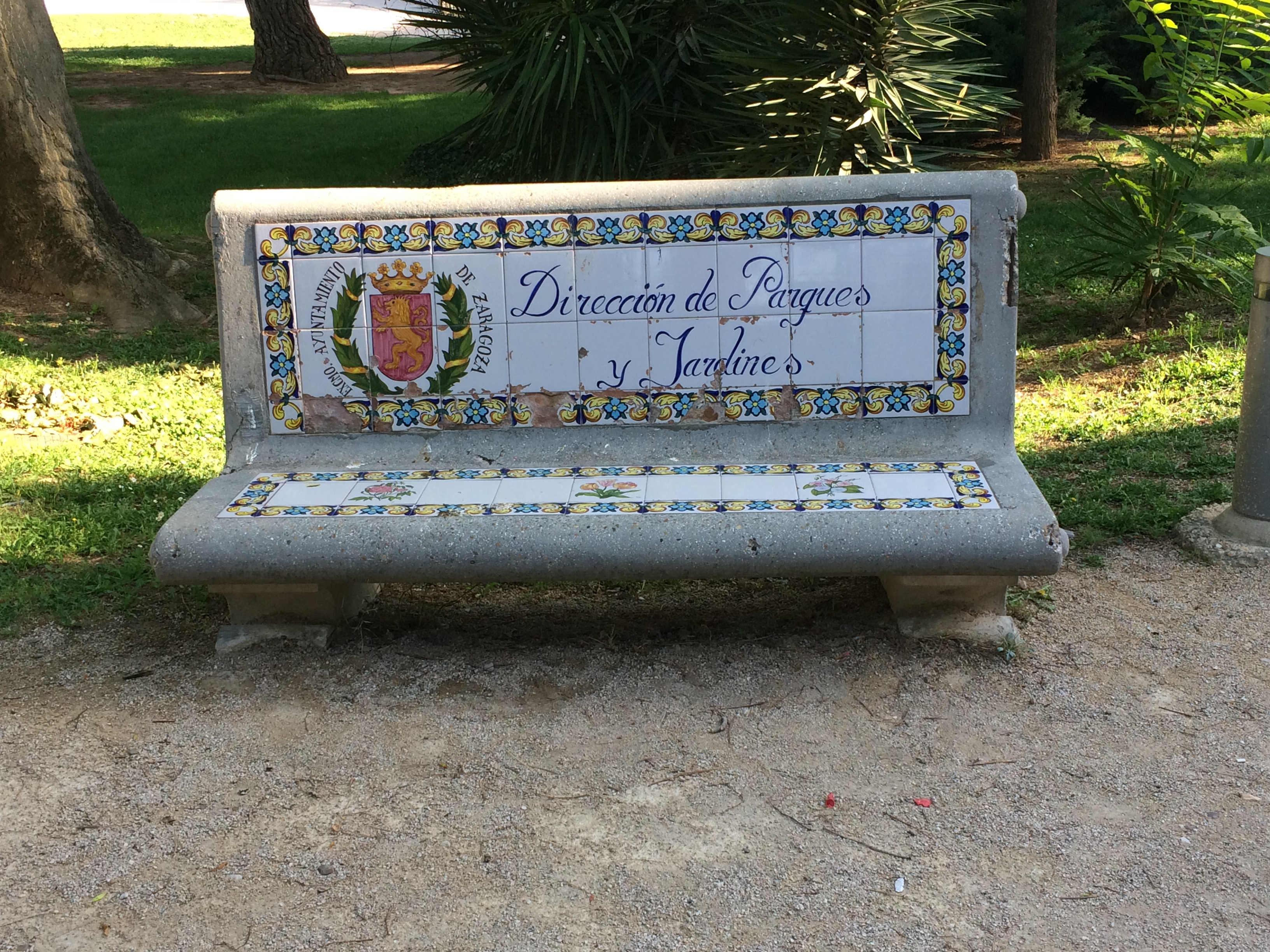
Banco